# آلساندرو کاپونه
آلساندرو کاپونه (ایتالیایی: Alessandro Capone؛ زادهٔ ۲۵ ژوئیهٔ ۱۹۵۵) کارگردان فیلم و فیلم‌نامه‌نویس اهل ایتالیا است.
از فیلم‌هایی که وی در آن‌ها نقش داشته‌است، می‌توان به عشق پنهان و یک زن، دو دوست، چهار عاشق اشاره نمود.